# Медицински факултет Универзитета у Љубљани
Медицински факултет (словен. Medicinska fakulteta, краће MF) је факултет члан Универзитета у Љубљани. Декан факултета је проф. др медицине Игор Шваб.

## Декани
- Димитриј Бартењев (1991—1995)

## Организација
Катедре
- Катедра за анестезиологију са реаниматологијом
- Катедра за виличну и зубну ортопедију
- Катедра за дерматовенерологију
- Катедра за породичну медицину
- Катедра за физикалну и рехабилитавиону медицину
- Катедра за гинекологију и акушерство
- Катедра за инфективне болести
- Катедра за интерну медицину
- Катедра за јавно зравље
- Катедра за хирургију
- Катедра за максиофацилну и оралну хирургију
- Катедра за микробиологију и имунологију
- Катедра за неурологију
- Катедра за ортопедију
- Катедра за офталмологију
- Катедра за онкологију и радиотерапију in radioterapijo
- Катедра за оториноларингологију
- Катедра за патологију
- Катедра за редиатрију
- Катедра за превентивну и дечју стоматологију
- Катедра за психијатрију
- Катедра за радиологију
- Катедра за судку медицину и деонтологију
- Катедра за стоматолошку протетитку
- Катедра за усне болести и парадонтологију
- Катедра за зубне болести и нормалну морфологију зубног органа

Институти
- Институт за анатомију
- Институт за биофизику
- Институт за биохемију
- Институт за биологију ћелије
- Институт за биомедицинску информатику
- Институт за фармакологију и експерименталну токсикологију
- Институт за физиологију
- Институт за хистологију са ембриологијом
- Институт за микробиологију и имунологију
- Институт за патологију
- Институт за патолошку физиологију
- Институт за судку медицину
- Институт за историју медицине